# Wang Č’ (ministr)
Wang Č’ (čínsky pchin-jinem Wáng Zhí, znaky 王直, 1379–1462) byl čínský politik říše Ming. Za vlády císařů Süan-teho, Jing-cunga a Ťing-tchaje vykonával funkci ministra státní správy. Patřil k básníkům píšícím poezii „kabinetního stylu“.

## Jména
Wang Č’ používal zdvořilostní jméno Sing-ťien (čínsky pchin-jinem Xíngjiǎn, znaky zjednodušené 行俭, tradiční 行儉) a pseudonym I-an (čínsky pchin-jinem Yìān, znaky zjednodušené 抑庵, tradiční 抑菴).

## Život
Wang Č’ pocházel z okresu Tchaj-che (v moderní prefektuře Ťi-an) v jihočínské provincii Ťiang-si. V mládí studoval konfuciánství a s úspěchem prošel všemi stupni úřednických zkoušek, přičemž jejich nejvyšší stupeň, palácové zkoušky, složil a hodnost ťin-š’ získal už roku 1404.
Poté dlouho sloužil v akademii Chan-lin a stoupal v hodnostech, až byl roku 1443 na doporučení velkého sekretáře Jang Š’-čchiho císařem říše Ming Süan-tem jmenován do vysokého úřadu ministra státní správy. V něm zodpovídal za jmenování a povyšování úředníků civilní části státní administrativy.
Ve funkci zůstal i za Jing-cunga (císař od 1435). Jing-cung nastoupil na trůn jako nezletilý, přičemž faktickou moc držela jeho babička císařovna vdova Čang podporovaná „třemi Jangy“ (to jest velkými sekretáři Jang Š’-čchim, Jang Žungem a Jang Pchuem). Poté, co v první polovině 40. let zmínění zemřeli, získal velký vliv na vládu císařův důvěrník eunuch Wang Čen. Wang Č’ se stal jedním z jeho hlavních oponentů jako nejvýše postavený ministr. Odmítal i Wang Čenovo a císařovo rozhodnutí osobně vést tažení proti Mongolům roku 1449, které skončilo bitvou u Tchu-mu, Jing-cungovým zajetím a nastolením nového císaře, Ťing-tchaje.
Wang Č’ zůstal ministrem i za Ťing-tchaje. Roku 1451 požádal o uvolnění z funkce pro vysoký věk, byl odmítnut, ale od úředních povinností mu ulevilo jmenování spoluministra, zprvu Che Wen-jüana (v úřadu 1451–1453), pak Wang Aoa (v úřadu 1453–1467). Na odpočinek odešel až začátkem roku 1457, po státním převratu a návratu na trůn Jing-cunga. Dlouhá překrývající se funkční období Wang Č’a a Wang Aoa, jejich čestnost a schopnost rozpoznat kvality podřízených přispěla ke kontinuitě a stabilitě mingské státní správy v prostřední třetině 15. století.
Psal poezii v kabinetním stylu, společně s třemi Jangy a dalšími vysokými úředníky (Ťin Jou-c’em a Ceng Čchim) patřil k nejvýznamnějším reprezentantům zmíněného směru raně mingské poezie.